# Maria Kim
Maria Kim,, född 3 oktober 1972, är en svensk skådespelare.
Kim hade 2002 en roll i Beck – Enslingen och medverkade 2011 i Sveriges Televisions julkalender, Tjuvarnas jul där hon spelar den skurkaktiga och lite otåliga Skuggan. Kim har även medverkat i flera musikaler. Maria-Lee är även verksam som danspedagog.

## Filmografi
- 2002 – Beck – Enslingen
- 2011 – Tjuvarnas jul (TV-serie)